# Пірати Карибського моря: На дивних берегах
«Пірати Карибського моря: На дивних берегах» (англ. Pirates of the Caribbean: On Stranger Tides) — американська пригодницька стрічка 2011 року, четвертий фільм із серії про Піратів Карибського моря компанії Walt Disney Pictures. Продюсером картини виступив Джері Брукхаймер, а у головних ролях знялися Джонні Депп, Пенелопа Круз, Іян Макшейн, Джефрі Раш. Про зйомки фільму було вперше оголошено у вересні 2008 року, проте фактично вони розпочалися у червні 2010. На противагу попереднім фільмам, які переважно були зняті на Карибах, На дивних берегах здебільшого знімалися на Гаваях.
Це перша стрічка із серії, що була знята Робом Маршалом, а не Гором Вербінські. Також це перший фільм про Піратів Карибського моря, що був знятий для показу в 3D.
В американський прокат фільм вийшов 20 травня 2011 року. В український прокат фільм вийшов 19 травня 2011 року.

## Сюжет
Усе почалось з того, що іспанські рибалки спіймали у невід, на перший погляд, мертвого старого чоловіка. Та він виявився живим. Він почав розповідати дивні речі, начебто він плавав з Понсе-де-Леоном, і вони знайшли Живе джерело. Моряки відразу ж привели його до короля Фердинанда VI. Потопельник дав іспанцю книжку, у якій йшлося про плавання Понсе-де-Леона, та про джерело. Король відразу ж приготував експедицію по нього. Наступна дія розгортається в Англії. Йде суд. Виводять чоловіка з мішком на голові. Це, як усі вважали, був Джек Спарроу. Але насправді, Джеком був Джошамі Гіббс. Згодом, вийшов суддя, це і був справжній, замаскований Джек. Він, своєю хитрістю, засуджує Гіббса до довічного ув'язнення, замість страти, і розпоряджається відвезти його до в'язниці. Та перевізником був пірат, він повинен був їх обох відвезти до моря, де чекав корабель Джека. Поки вони їхали, Гіббс розповів Джеку, що до нього дійшли чутки про те, що капітан Джек Спарроу набирає команду і збирається плисти до Живого джерела. Джек переконує Гіббса, що це не так, що існує Капітан Спарроу-самозванець. Та у Джека є карта Сяо-Феня, де чітко вказаний шлях до джерела. Доки вони розмовляли, Гіббс викрав цю мапу у свого капітана. Перевізник обманув Джека і Гіббса. Його підкупили англійці, і він привіз їх до палацу короля Георга II. Джека відвели в палац, а Гіббса до в'язниці. Король хотів вивідати у Джека шлях до Живого джерела. Георг розповів йому, що іспанці вже знають дорогу до Живого джерела, а король не може допустити, щоб «меланхолійний іспанський монарх, і католик, мав вічне життя» (адже відомо, що англійці цих часів були протестантами, а іспанці католиками). Джек сказав, що загубив карту, та знає шлях до джерела. Король запропонував йому очолити експедицію. Джек удав, ніби згоден на пропозицію, сказавши: «Ваша ситність натякає, що надасть мені корабель, а ще команду…», а король відповів: «І капітана». І в цей момент до зали заходить Гектор Барбосса. Він був одягнений в одежу королівської армії, з перукою і однією ногою: «Радий служити, сір» промовив він. Барбосса став капером, адже Чорна борода потопив його корабель та позбавив його ноги. Дізнавшись це, Джек розізлився, і відчайдушно утік з палацу. Біля паба «Капітанська дочка» його ледь не вбили, та батько Джека Капітан Тиг його врятував. Він спитав Джека, чи справді він набирає команду. «Так часто це чую, що так і є, мабуть» — відповів Джек. Тиг розповів Джеку, що існує ритуал, за допомогою якого можна отримати вічне життя. Потрібно два келихи з корабля Понсе-де-Леона.
Також, він показав Джеку на людей, які мають корабель та набирають команду. «І запам'ятай, Джекі: джерело-випробування, сам побачиш» сказав Тиг. Після того він зник. Джек спробував захопити команду, та спроба виявилась невдала. Вони сприйняли його за самозванця. У цей момент Джек помітив у фіранці силует, схожий на нього. Він пішов туди, і побачив самозванця. «Ти вкрав мене, і я прийшов повернути себе», сказав справжній Джек. І вони почали битись на шаблях. Після довгої бійки, Джек зрозумів, хто цей самозванець. «Одна єдина людина знає цей рух», сказав Джек. Це була Анжеліка, його давня подруга, яку він кинув. Вона почала з ним говорити про джерело, запиталась, чи був він там. Як завжди, прямої відповіді Джек не дав. Потім вривається матрос із команди Анжеліки, та попереджає про «нав'язливих хлопців, геть не схожих на моряків». «Твої друзі?», питає Анжеліка; «Я міг ненароком зневажити якогось короля», відповів Джек. Перемігши кількох солдатів, Джек з Анжелікою тікають. Коли вони остаточно відірвались від солдат, розмова про Живе джерело продовжилась. Джек розповів Анжеліці про два келихи та ритуал. Та коли він запитав Анжеліку, що потрібно для ритуалу, маленький дротик зі снодійним залетів йому у шию.
Цитати:
- Анджеліка: Джек, скажу мені чесно, чи ти бодай раз у своєму житті на власні очі бачив живе джерело?    Джек Спарроу: Повтори, будь ласка питання…

- Барбосса: Працюйте криворукі мавпи! Виспитеся, коли повмираєте!
- Капітан Джек Спарроу: Вам знайоме таке відчуття, коли стоїш на краю прірви і кортить стрибнути?. Мені — ні.
- Чорна Борода: Або ти стрибнеш, або я тебе застрелю!     Джек Спарроу: Стріляй! І мені не доведеться стрибати!
- Джек Спарроу: Усі встигли побачити? Бо більше я цього не робитиму!.

### Музика
Музика до фільму написана Гансом Ціммером, який працював у всіх попередніх записах франшизи та був головним композитором другої та третьої постановки. Американський композитор Ерік Вітакер написав кілька хорових частин, крім того, свій внесок зробив постійний музичний асистент Джефф Занеллі.

## У ролях
- Джонні Депп — Капітан Джек Спарроу
- Джеффрі Раш — Капітан Гектор Барбосса
- Пенелопа Крус — Анжеліка, дочка Чорної Бороди
- Іян Макшейн — Чорна борода
- Кевін МакНеллі — Джошамі Гіббз
- Річард Гриффітс — Король Георг II
- Стівен Грем — Скрем
- Грег Елліс — Лейтенант Теодор Гров
- Деміан О'Гейр — Лейтенант Джиллетт
- Джемма Вард — Тамара
- Сем Клафлін — Філліп
- Кіт Річардс — Капітан Едвард Тіґ
- Астрід Берже-Фрісбі — Сирена (русалка)
- Емілія Джонс — англійська дівчина

## Український дубляж
Ролі дублювали:
- Олег «Фагот» Михайлюта — Капітан Джек Спарроу
- Костянтин Лінартович — Капітан Гектор Барбосса
- Олена Узлюк — Анжеліка, дочка Чорної Бороди
- Василь Мазур — Чорна борода
- Борис Георгієвський — Джошамі Гіббз
- Олександр Бондаренко — Король Георг II
- Дмитро Вікулов — Скрам
- Дмитро Лінартович — Філліп
- Катерина Брайковська — Сирена (русалка)

А також: Володимир Жогло, Віталій Дорошенко, Олександр Бондаренко, Олександр Задніпровський, Валентина Лонська, Андрій Мостренко, Валерій Легін та інші.
Фільм дубльовано на студії «Le Doyen» на замовлення «Disney Character Voices International» у 2011 році.
Режисер дубляжу: Костянтин Лінартович
Перекладач: Роман Дяченко
Творчий консультант: Maciej Eyman
Мікс-студія: Shepperton International
Диктор: Андрій Середа

### Лист від Walt Disney Company
Студія Le Doyen отримала офіційного листа від Walt Disney Company, про те, що з усіх версій дубляжу стрічки «Піратів Карибського моря: На дивних берегах» українська версія – найкраща у світі.

## Касові збори
У світовому прокаті стрічка зібрала понад 1 043 млн доларів США (посівши 8-ме місце у світовому рейтингу найкасовіших фільмів) і за цим показником стала другою стрічкою із серій про піратів поступаючись лише Піратам Карибського моря: скриня мерця, які зібрали понад 1 066 млн доларів США.
В українському прокаті за весь час прокату стрічка зібрала понад 5,2 млн доларів США (посівши 2-е місце в українському рейтингу найкасовіших фільмів поступившись лише Аватару, який зібрав понад 8 млн доларів США) і стала найкасовішою стрічкою 2011 року.